# جيني جوزيف
جيني جوزيف (بالإنجليزية: Jenny Joseph)‏ هي كاتبة نثرية وكاتِبة وشاعرة بريطانية، ولدت في 7 مايو 1932 في برمنغهام في المملكة المتحدة، وتوفيت في 8 يناير 2018.